# Matsubushi
Matsubushi (jap. 松伏町 Matsubushi-machi) – miasto w Japonii, na wyspie Honsiu, w prefekturze Saitama. Według danych na rok 2020 miejscowość zamieszkiwało 28 266 mieszkańców , a gęstość zaludnienia wyniosła 3031,8 os./km².